# Violacions (Star Trek: La nova generació)
"Violacions" (títol original en anglès "Violations")  és el dotzè episodi de la cinquena temporada, de la sèrie de televisió de ciència-ficció estatunidenca Star Trek: La nova generació i el 112è de tota la sèrie. Es va emetre originalment el 3 de febrer  de 1992 en redifusió als Estats Units. L'episodi fou dirigit per Robert Wiemer.
Ambientada al segle XXIV, la sèrie segueix les aventures de la tripulació de la nau de la Flota Estel·lar de la Federació Enterprise-D sota el comandament del capità Jean-Luc Picard. En aquest episodi, un membre d'una delegació d'alienígena que viatja a l'USS Enterprise abusa de membres de la tripulació utilitzant la telepatia.

## Argument
La nau estel·lar Enterprise de la Federació porta una delegació d'ullians a Calder IV. Tarmin, el seu líder, explica que els ullians són historiadors telepàtics que recuperen records oblidats fa temps. Tarmin afegeix que les seves habilitats requereixen anys d'entrenament, i el seu fill Jev, que també forma part de la delegació, encara no ha assolit el seu potencial. Jev està molest i se'n va. La consellera Deanna Troi parla amb Jev, assenyalant que la seva mare, Lwaxana Troi, també és autoritària. Després que Troi torni a les seves estances, recorda un interludi romàntic amb el comandant William Riker, però a mesura que el record es fa més intens, Riker agredeix Deanna. De sobte, Riker és substituït per Jev. Troi crida de dolor i més tard la troben en coma.
Riker parla amb Jev com l'última persona vista parlant amb Troi, i li pregunta si es sotmetria a proves mèdiques per assegurar-se que els ullians no portin toxines o patògens nocius. Jev hi està d'acord, però més tard Riker experimenta un flashback i també es desploma. Els escàners de la Dra. Crusher de Troi i Riker mostren activitat electropàtica típica d'un trastorn neurològic rar, la síndrome d'Iresine. El capità Picard pregunta als ullians si permetrien més escanejos, cosa que Tarmin accepta. Cap dels ullians, ni cap dels seus voluntaris, presenta aquest trastorn. Més tard, la Dra. Crusher sucumbeix a un flashback, i Picard posa el tinent comandant Data i l'enginyer en cap Geordi La Forge a càrrec de la investigació. Després de la investigació de la Dra. Crusher, Geordi busca altres casos de síndrome d'Iresine en els registres de la Federació, i finalment en descobreix dos que van ocórrer mentre una delegació ulliana era present.
Troi es desperta del coma; Jev s'ofereix a sondejar la seva ment per esbrinar què va passar. Picard ho permet, i Troi explica el record, acabant amb la substitució de Riker per Tarmin. Jev afirma que per a la seva gent, inserir-se per la força en un record és un crim, i contacta amb el seu món natal per informar-los del crim de Tarmin. A mesura que s'acosten a la seva destinació, Jev ve a acomiadar-se de Troi, demanant disculpes pel seu pare. Quan Troi ofereix condol, Jev inicia una altra sonda mental, fent que el mateix record torni a aparèixer per a Troi. De sobte, arriba personal de seguretat i detenen Jev; Data i La Forge havien descobert dos casos addicionals de coma inexplicable; Tarmin no era present quan van ocórrer. Mentre l' "Enterprise" es dirigeix cap al món natal ullià, Riker i la Dra. Crusher es recuperen dels seus coma.

## Repartiment i doblatge al català
La sèrie va ser doblada al català pels estudis Tramontana (primera part) i Soundtrack (segona part) i emesa a TV3 l’any 1991. Els dobladors de l'episodi foren:
| Personatge      | Actor/actriu    | Veu en català      |
| --------------- | --------------- | ------------------ |
| Jean-Luc Picard | Patrick Stewart | Joan Crosas        |
| William Riker   | Jonathan Frakes | Antoni Forteza     |
| Data            | Brent Spinner   | Joaquim Sota       |
| Geordi La Forge | LeVar Burton    | Aleix Estadella    |
| Worf            | Michael Dorn    | Enric Arquimbau    |
| Beverly Crusher | Gates McFadden  | Aurora Garcia      |
| Deanna Troi     | Marina Sirtis   | Victòria Pagès     |
| Jev             | Ben Lemon       | Francesc Figuerola |
| Tarmin          | David Sage      | Ramon Puig         |
| Dr. Martin      | Rick Fitts      | Oriol Rafel        |
| Keiko O'Brien   | Rosalind Chao   | Marta Barbarà      |
| Inad            | Eve Brenner     | Marta Padovan      |
| Tripulant Davis | Craig Benton    | Albert Roig        |

## Producció
Jeri Taylor volia abordar el tema de la violació, però tenia por de simplement repetir patrons narratius familiars. Finalment, a ella i a Pamela Gray se'ls va acudir la idea de combinar el tema amb un element de ciència-ficció i mostrar una violació mental.
Es van desenvolupar escenaris de malson per a tots els personatges principals de la sèrie, però finalment només es van utilitzar els de Troi, Riker i Crusher. L'escenari de La Forge va involucrar una experiència traumàtica de la infància en la qual va quedar atrapat en un incendi. Aquest record, que no s'utilitza aquí, es va incorporar al guió de l'episodi immediatament anterior ("El culte a l'heroi").

## Recepció
Keith DeCandido va qualificar l'episodi a "tor.com" el 2012 com un episodi força deficient de "Star Trek: La nova generació", que ofereix una idea bàsica interessant, però no té cap mena de tensió, ja que des del principi queda clar que Jev n'és l'autor. Això fa que la pista falsa sobre Tarmin sembli sense sentit. DeCandido també va considerar que l'episodi, sense voler, llança una llum molt negativa sobre Riker. Quan penetra a les ments de Riker i Crusher, Jev no crea pures fantasies, sinó que utilitza el record real de la mort del marit de Crusher i una situació de la vida real que realment li podria passar a Riker. Això li planteja la pregunta de si la violació de Troi també podria estar basada en un intent de violació real per part de Riker. DeCandido va destacar positivament l'escena inicial i el treball de càmera.

## Llançaments
L'episodi es va estrenar als Estats Units el 5 de novembre de 2002, com a part del conjunt de DVD de la cinquena temporada. El primer llançament en Blu-ray va ser als Estats Units el 18 de novembre de 2013, seguit del Regne Unit l'endemà, 19 de novembre de 2013.